# Шкорбатов, Николай Андреевич
Николай Андреевич Шкорбатов (1888, Курская губерния — март 1940, Бишкинь, Сумская область) — украинский левый эсер, делегат Всероссийского Учредительного собрания.

## Биография
Николай Шкорбатов появился на свет в 1888 году в селе Ново-Троицкое Рыльского уезда (Курская губерния) в семье почетного гражданина и учителя Андрея Шкорбатова. Николай учился в Харьковском реальном училище, но был исключен в 1905 году за участие в забастовках и демонстрациях в период Первой русской революции. Позже ему удалось окончить училище экстерном.
Николай Андреевич начал свой трудовой путь с работы на сахарном заводе. В 1907 году он поступил в Варшавский политехнический институт, но был исключен за участие в забастовках (1909). В 1910 году ему удалось перейти на сельскохозяйственное отделение Киевского политехнического института, после окончания которого он служил участковым земским агрономом в городе Лебедин.
В 1917 году Николай Шкорбатов присоединился к украинским эсерам. Он стал товарищем (заместителем) председателя уездного Совета крестьянских депутатов, начальником местной уездной милиции, был избран членом Лебединского демократического Общественного Комитета (сменившего земское собрание), а также гласным городской думы в Харькове. В том же году он избрался в члены Учредительного собрания по Харьковскому избирательному округу от левых и украинских эсеров, а также Совета крестьянских депутатов (список № 5 «Земля и Воля»). 5 января 1918 года Николай Андреевич стал участников знаменитого заседания-разгона Собрания.
Впоследствии Шкорбатов входил в состав уездного революционного комитета (ревкома). Во время немецкой оккупации (1918) он был арестован, но бежал из Сумской тюрьмы. Вернувшись с войсками красных, он вновь стал уездным агрономом. В советские годы Николай Шкорбатов часто менял места службы, был «лишенцем» (с 1928 года) и подвергался репрессиям. Умер в марте 1940 года в деревне Бишкинь (Сумская область).

## Семья
- Жена — Екатерина Николаевна Литвиненко[1].
- Брат — Леонид Андреевич Шкорбатов, профессор, гидробиолог.